# عقرب‌ماهیان دروغین
عقرب‌ماهیان دروغین (نام علمی: Centrogenys vaigiensis) نام یک گونه از زیرراسته سوف‌ماهی‌سانیان است.